# Graphe de connaissances
Pour les articles homonymes, voir knowledge graph (homonymie).

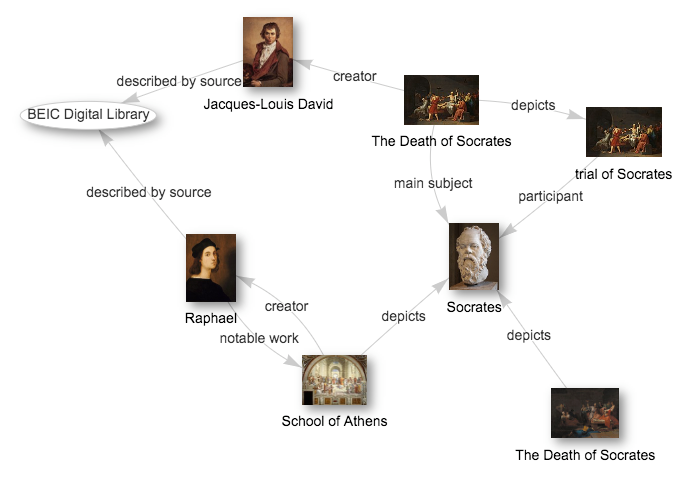
Illustration d'un knowledge graph produit par Wikidata et centré sur des œuvres illustrant Socrate.

Dans le domaine de la représentation des connaissances, un graphe de connaissances (knowledge graph en anglais) est une base de connaissance modélisant les données sous forme de graphes.
Depuis le développement du web sémantique, les graphes de connaissances sont souvent associés aux projets de données ouvertes du web des données, visant surtout à connecter les concepts et entités,. Ils sont fortement liés aux et utilisés par les moteurs de recherches, dont certains, tels Google, ont développé leur propre graphe de connaissances. Les graphes de connaissances sont également utilisés par des services de question-réponse en ligne tels WolframAlpha, des assistants personnels intelligents tels Siri et Alexa, ainsi que par des médias sociaux tels Facebook et LinkedIn.
Dans le domaine de l'Intelligence Artificielle, les graphes de connaissances permettent de faciliter l'accès et l'intégration des données, d'ajouter du contexte et de la profondeur à d'autres techniques d'IA et servent de ponts entre les humains et les systèmes par exemple en des explications lisibles par des humains.

## Histoire

Animation d'un graphe de connaissances du Smithsonian American Art Museum.

Le terme « graphe de connaissances » est utilisé en 1972 lors d'une discussion visant à déterminer comment construire des modules de cours. À la fin des années 1980, les universités de Groningue et de Twente entament un projet commun intitulé Knowledge Graphs et qui vise à établir une structure de réseau sémantique.
Dans un premier temps, les graphes de connaissances se limitent au sein de disciplines spécifiques. Ainsi, en 1985, WordNet crée un graphe de connaissances centré sur la relation entre les mots et leur signification. En 2005, GeoNames en présente un également dans le domaine de la géographie.  
En 2007, DBpedia et Freebase forment deux graphes de connaissances (bien qu'elles n'utilisent pas ce terme) généraux. DBpedia se concentre sur des données extraites de Wikipédia, alors que Freebase s'intéresse également à d'autres jeux de données publiques.
En 2012, Google lance le Google Knowledge Graph (GKG), reprenant, entre autres, les données de DBpedia et Freebase. Le GKG intègre par la suite des données de type RDFa, microdonnées et JSON-LD de sites tels CIA World Factbook, Wikidata et Wikipedia,. La structure de l'outil est par la suite adaptée à celle de schema.org. Le GKG popularise la notion de graphe de connaissances.
Depuis lors, plusieurs multinationales s'intéressent aux KG, dont Facebook, LinkedIn, Airbnb, Microsoft, Amazon, Uber et eBay.